# Makdha
Makdha est une commune de la wilaya de Mascara en Algérie.